# Du Pont
|  | Per a altres significats, vegeu «dupont». |

Du Pont és una població a l'estat de Geòrgia (Estats Units). Segons el cens del 2000 tenia 139 habitants.

## Demografia
Segons el cens del 2000, Du Pont tenia 139 habitants, 57 habitatges, i 42 famílies. La densitat de població era de 67,9 habitants/km².
Dels 57 habitatges en un 31,6% hi vivien nens de menys de 18 anys, en un 54,4% hi vivien parelles casades, en un 17,5% dones solteres, i en un 24,6% no eren unitats familiars. En el 24,6% dels habitatges hi vivien persones soles el 10,5% de les quals corresponia a persones de 65 anys o més que vivien soles. El nombre mitjà de persones vivint en cada habitatge era de 2,44 i el nombre mitjà de persones que vivien en cada família era de 2,88.
Per edats la població es repartia de la següent manera: un 25,2% tenia menys de 18 anys, un 5% entre 18 i 24, un 30,9% entre 25 i 44, un 25,2% de 45 a 60 i un 13,7% 65 anys o més.
L'edat mediana era de 38 anys. Per cada 100 dones de 18 o més anys hi havia 92,6 homes.
La renda mediana per habitatge era de 34.375 $ i la renda mediana per família de 40.250 $. Els homes tenien una renda mediana de 22.250 $ mentre que les dones 21.875 $. La renda per capita de la població era de 16.128 $. Entorn del 23,4% de les famílies i el 29,3% de la població estaven per davall del llindar de pobresa.

## Poblacions properes
El següent diagrama mostra les poblacions més properes.